# Stade Marcel-Deflandre
Stade Marcel-Deflandre é um estádio localizado em La Rochelle, França, possui capacidade total para 16.000 pessoas, é a casa do time de rugby Stade Rochelais, foi inaugurado em 1926 e reformado em 1995 e 2010.